# Bancroft (Maine)
Pour les articles homonymes, voir Bancroft.
Bancroft est une ville située dans l’État américain du Maine, dans le comté d’Aroostook. 

## Géographie
| Reed (Maine)        | Haynesville (Maine) | Weston (Maine)   |
|                     | Bancroft            | Danforth (Maine) |
| Wytopitlock (Maine) |                     | Brookton (Maine) |